# Баня (Вргораць)
Баня (хорв. Banja) — населений пункт у Хорватії, у Сплітсько-Далматинській жупанії у складі міста Вргораць.

## Населення
Населення за даними перепису 2011 року становило 202 осіб.
Динаміка чисельності населення поселення:

## Клімат
Середня річна температура становить 14,61 °C, середня максимальна — 28,84 °C, а середня мінімальна — 0,84 °C. Середня річна кількість опадів — 952 мм.
| Клімат поселення                              | Клімат поселення | Клімат поселення | Клімат поселення | Клімат поселення | Клімат поселення | Клімат поселення | Клімат поселення | Клімат поселення | Клімат поселення | Клімат поселення | Клімат поселення | Клімат поселення | Клімат поселення |
| Показник                                      | Січ.             | Лют.             | Бер.             | Квіт.            | Трав.            | Черв.            | Лип.             | Серп.            | Вер.             | Жовт.            | Лист.            | Груд.            |                  |
| Середній максимум, °C                         | 9,47             | 10,24            | 13,76            | 17,66            | 22,62            | 26,64            | 28,84            | 28,66            | 23,32            | 18,45            | 13,28            | 9,81             |                  |
| Середня температура, °C                       | 5,16             | 5,93             | 9,45             | 13,33            | 18,30            | 22,30            | 25,25            | 25,07            | 19,73            | 14,86            | 9,69             | 6,22             |                  |
| Середній мінімум, °C                          | 0,84             | 1,62             | 5,13             | 9,02             | 14,00            | 18,00            | 21,66            | 21,47            | 16,14            | 11,27            | 6,08             | 2,64             |                  |
| Норма опадів, мм                              | 89               | 79               | 80               | 81               | 65               | 57               | 41               | 54               | 76               | 104              | 121              | 105              |                  |
| Середньомісячна швидкість вітру, м/с          | 2.56             | 2.94             | 3.12             | 2.84             | 2.52             | 2.32             | 2.36             | 2.16             | 2.32             | 2.36             | 2.86             | 2.95             |                  |
| Середньомісячна сонячна радіація, кДж/м²·день | 5632             | 8278             | 12025            | 16295            | 19948            | 22858            | 24560            | 21736            | 16190            | 10585            | 6098             | 4754             |                  |
| --------------------------------------------- | ---------------- | ---------------- | ---------------- | ---------------- | ---------------- | ---------------- | ---------------- | ---------------- | ---------------- | ---------------- | ---------------- | ---------------- | ---------------- |
| Джерело:                                      |                  |                  |                  |                  |                  |                  |                  |                  |                  |                  |                  |                  |                  |